# Saint-Quay-Perros
Saint-Quay-Perros (en bretó Sant-Ke-Perroz) és un municipi francès, situat a la regió de Bretanya, al departament de Costes del Nord. L'any 2006 tenia 1.447 habitants.

## Demografia
| 1962                                       | 1968 | 1975 | 1982  | 1990  | 1999  |
| ------------------------------------------ | ---- | ---- | ----- | ----- | ----- |
| 502                                        | 569  | 892  | 1.066 | 1.375 | 1.392 |
| Des de 1962: població sense dobles comptes |      |      |       |       |       |

## Administració
| Període   | Identitat          | Partit |
| --------- | ------------------ | ------ |
| 2001-2008 | Roland Geffroy     | PCF    |
| 2008-     | Pierrick Rousselot |        |